# Kólpos Mirampéllou
Kólpos Mirampéllou är en vik i Grekland.   Den ligger i prefekturen Nomós Lasithíou och regionen Kreta, i den sydöstra delen av landet, 400 km sydost om huvudstaden Aten.